# تشارلتون ليرد
تشارلتون ليرد (بالإنجليزية: Charlton Laird)‏ (1901، ناشوا في الولايات المتحدة - 1984)؛ أستاذ جامعي وروائي أمريكي.